# Henri Coiffier de Ruzé, Marquês de Cinq-Mars
Henri Coeffier, Marquês de Cinq-Mars (27 de março de 1620 – Lyon, 12 de setembro de 1642) era um favorito e, segundo teorias, um suposto amante do rei Luís XIII de França, que liderou a última e bem-sucedida conspiração contra o poderoso Primeiro-ministro do rei, o Cardeal de Richelieu. Fato que, no entanto, levou Cinq-Mars à prisão e posterior decapitação.

## Biografia
A história de Cinq-Mars começa com seu nascimento em 27 de março de 1620, em Chilly, na França. Segundo filho de Antoine Coeffier, marquês de Effiat. Desde muito jovem, Henri demonstrava grande astúcia, sendo notada até mesmo por quem mais tarde se tornaria seu inimigo, o Cardeal Richelieu, que acompanhava de perto a educação do jovem. Isso se deve ao fato de Marie, irmã de Cinq-Mars e esposa do marechal de La Meilleraye (primo do cardeal), morre de parto aos 18. Richelieu sente-se em débito com a família Effiat e concede sua proteção a eles.
Quando completou quinze anos, por influência do cardeal, Henri adentra na escola militar da Rua do Vieille-du-Temple, onde aprendeu matérias como matemática, geografia, carreira das armas, na arte da defesa das praças, entre outras. Seu ensino foi minuciosamente acompanhado pelo cardeal, que, quando Cinq-Mars completa dezesseis anos, o declara como já lecionado suficientemente, dando a ele o título de tenente-general de Touraine, tenente do governo de Bourbonnais, enviando-o à corte em seguida, onde o apresenta ao rei Luís XIII, que a primeiro momento, em virtude de seus conflitos amorosos, não dá atenção de imediato.
Posteriormente, com o afastamento de Marie de Hautefort (interesse amoroso do rei) da corte, Richelieu, que tinha preparado Henri para isso, o faz se tornar amigo do rei. Sendo cedidos a Cinq-Mars diversos favores do rei, que viu em sua figura, entre outros aspectos a de fiel confidente, fato que gerou um excesso de tirania para com Cinq-Mars. O rei se tornou ciumento e o jovem, possível amante do rei, viu nisso uma oportunidade de ascensão. 
Cinq-Mars tinha um interesse bem evidente em mulheres, dentre elas Marion de Lorme. O jovem que aos dezoito anos de idade se tornou grão-mestre do guarda-roupa (27 de Março de 1638), usou do ciúme de Luís XIII para obter cada vez mais poder, sendo, no entanto, impedido da realização de alguns de seus atos pela influência de Richelieu. Henri Coeffier usa uma tática simples para subir de cargos, primeiramente mostra-se triste, fato que gerou em Luís XIII uma desesperada tentativa de tentar agradá-lo, Cinq-Mars ao perceber isso pede o cargo dado aos favoritos dos reis e assim, aos dezenove anos de idade consegue o grande título de Estribeiro-mor da França.
O jovem em sua busca de poder começava a ter rivalidades com o cardeal o que gerou uma inimizade entre os dois. Um desses conflitos entre eles foi quando o estribeiro-mor solicitou o comando das tropas encarregadas de forçarem o bloqueio do exército espanhol em Arras durante o contexto da Guerra dos Trinta Anos. Com apenas vinte anos, Cinq-Mars cedeu à pressão exercida pelo cardeal e às ameaças de retaliação em Henri exercidas.

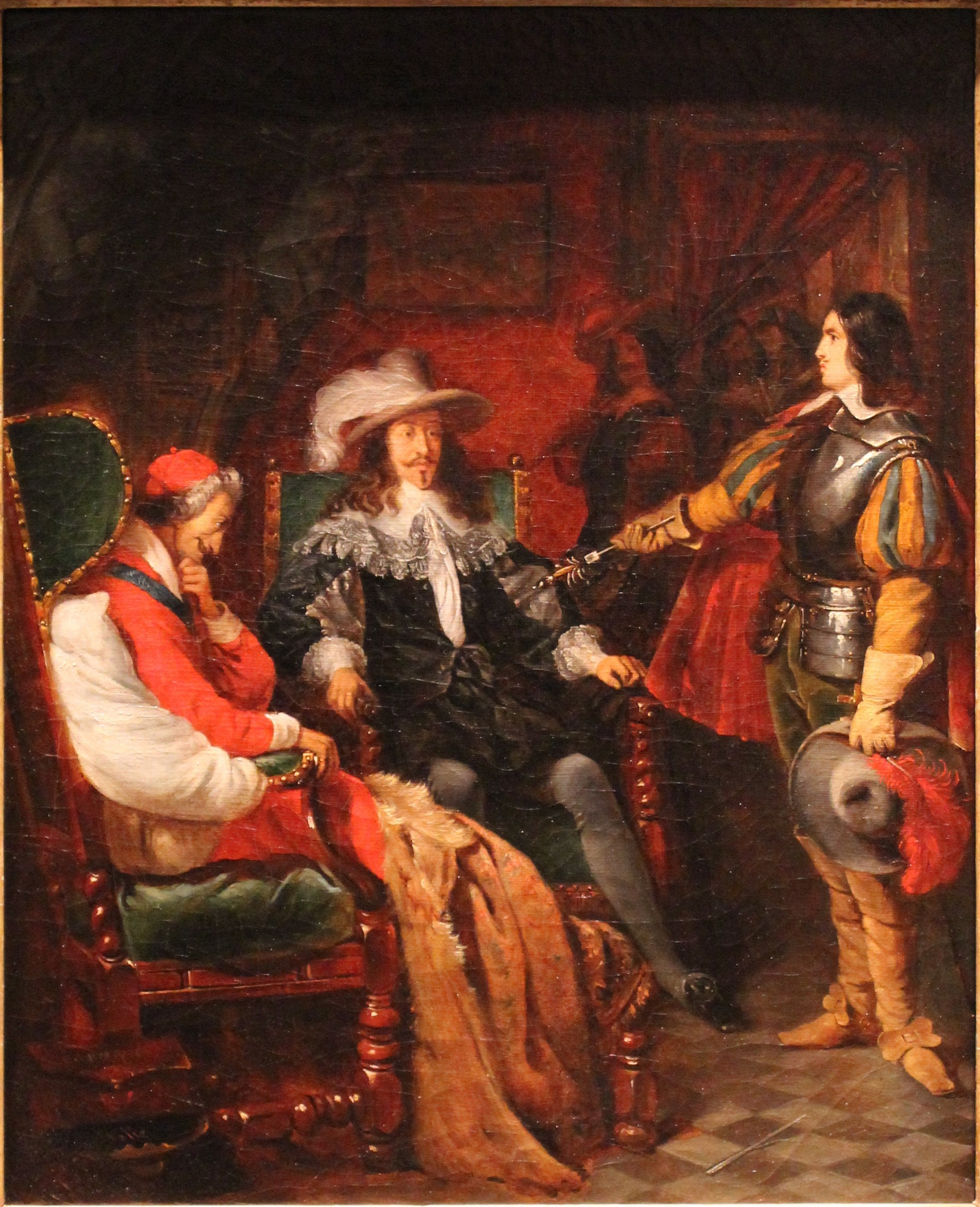
O Marquês de Cinq-Mars se rende a Luís XIII. Pintura histórica contemporânea por Claudius Jacquand, c. 1836-37.

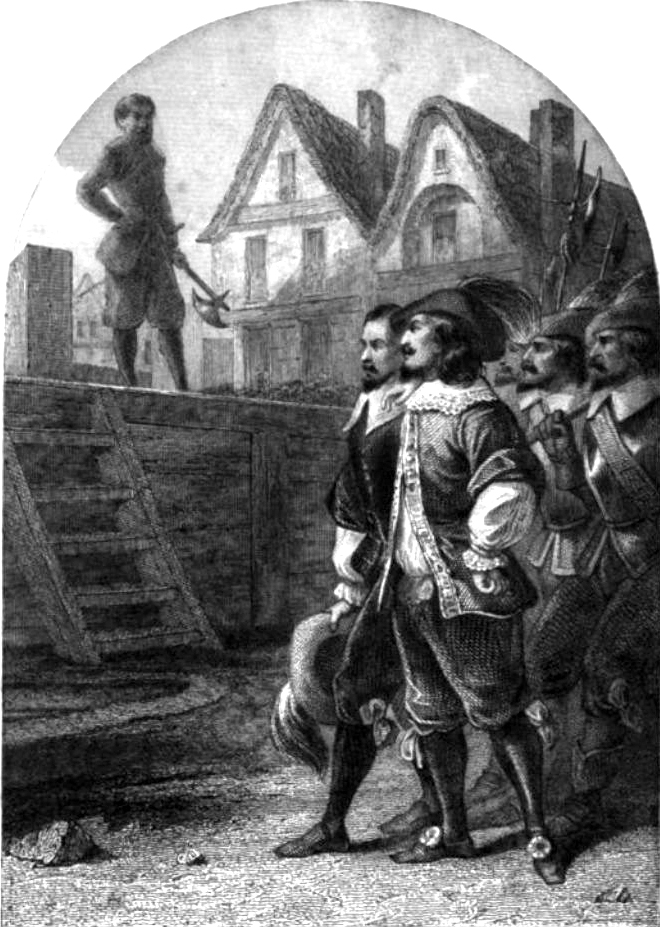
Gravura contemporânea da execução do Marquês de Cinq-Mars.

Depois disso o cardeal passa a se mostrar cada vez mais hostil ao favorito do rei. Um fato que ocorreu e que demonstra isso se coaduna com a busca de Richelieu em minar a força de Cinq-Mars, fazendo-o ir junto do marechal Chântilon em uma batalha. Nessa batalha Cinq-Mars teve seu cavalo morto em pouco tempo, o que o assustou, porém diferentemente do que o cardeal difundiu pela corte, Cinq-Mars, mesmo assustado, não adotou postura de covardia. Ao regressar, Henri toma conhecimento das palavras do cardeal, o que fez crescer raiva contra o cardeal.
Não obstante, houve também o fato descrédito do cardeal a Cinq-Mars, que queria casar-se com Marie de Gonzague, por quem se apaixonou. No entanto sua situação, em termos de títulos de nobreza eram muito diferentes, ela se mostra em caráter de superioridade por ser duquesa de Neveres e ele o simples marquês de Effiat e, portanto, para manter sua dignidade, ela deveria casar-se com um duque, mas se ele fosse considerado condestável da França a união poderia ocorrer. Ao solicitar ajuda ao duque este se nega, além de usar duras palavras contra o jovem, que deixa o aposento do cardeal com lágrimas de raiva em seus olhos.
Isso fez com que Cinq-Mars adotasse uma postura mais fechada ante ao cardeal, nutrindo, novamente, mais amores com o rei. Este passa a contar mais coisas ao seu favorito, dando a Cinq-Mars cada vez mais poder. Em uma das conversas com Luís XIII, o jovem descobre que o que o monarca deseja é o fim da guerra e diminuição de impostos para com seu povo. Diferentemente do que defendia o cardeal, que queria continuar em guerra para obter mais e mais poder. Ao constatar isso, Henri decide então eliminar a influência do cardeal.
Tempos depois, o rei chama Henri para assistir ao Conselho de Ministros, junto ao rei, fato que por oposição do cardeal, não voltou a se repetir. O cenário estava quase armado, o ódio do jovem estava em seu ápice, ele queria realizar os desejos do rei de paz, dando fim à força de Richelieu. Mas para isso, o marquês precisava de apoio, e isso não faltava, a nobreza estava cheia de descontentes inimigos de Richelieu, dentre os quais se destacam, Thou, o marquês de Fontrailles, Louis de Astarac além da própria Marie Gonzague (que virou forte aliada política de Cinq-Mars) e o irmão do rei, o duque Gastão de Orleães. Com esses foi assinado o tratado secreto com a Espanha que levou à prisão e à posterior morte de Cinq-Mars por entender-se que tal tratado era traição com a França e com a coroa.